# ميمي (إلهة بلاد ما بين النهرين)
كانت ميمي أو ميميشاغا آلهة بلاد ما بين النهرين وربما كانت تعتبر وصية إلهية. في حين كانت منفصلة تمامًا في الأصل، إلا أنها في النهاية أصبحت تُعامل على أنها شيء واحد مثل جولا، وبالتالي ارتبطت بالطب. تشير قائمة الآلهة An = Anum أيضًا إلى أنها كانت بمثابة سوكال (آلهة مرافقة) لنينغال.

## الاسم والشخصية
الاسم المكتوب بالخط المسماري هو d ME. من المحتمل أن يكون من الممكن قراءة ME صوتيًا، على الرغم من أن مانفريد كريبرنيك يرى أن الأمر يتطلب درجة من الحذر. معنى هذا الاسم غير مؤكد، على الرغم من أنه من الشائع اقتراح أنه قد يكون مثالاً لما يسمى " كلمة الطفل " ( Lallwort ) والتي تشير إلى الأم أو بشكل عام إلى القائم على الرعاية الأنثوية. يشرح نص معجمي من إيبلا الكلمة على أنها u 3 -me-tum، وربما يُفهم ذلك على أنه كلمة مقترضة من أصل سومري، " مربية الأطفال ". وبناءً على هذه العوامل المعجمية، فقد اقترح أن ميم كان يُنظر إليه على أنه مقدم رعاية إلهية.
من المرجح أن الاسم الكامل الأصلي للإلهة كان Memešaga، على الرغم من أن قائمة الآلهة An = Anum Meme وMemešaga لهما مدخلات منفصلة، مع ظهور الأخير مباشرة بعد الأول في قسم Ninkarrak. تشير إيرين سيبينج بلانثولت إلى أن إضافة عنصر šaga ("الخير"  ) إلى الاسم المستعار من شأنه أن يجد موازيًا مباشرًا في اسم الإلهة لاماشاجا.
من المفترض أنه على الرغم من أن ميمي لم تظهر في النهاية إلا كاسم بديل لآلهة أخرى، إلا أنها كانت في البداية إلهة مستقلة تمامًا.

## الارتباطات مع الآلهة الأخرى
كانت ميمي واحدة من آلهة بلاد ما بين النهرين المرتبطة بالشفاء والتي شكلت شبكة مترابطة من خلال إما الجوانب المشتركة لشخصيتهما أو الدوائر المتداخلة من الآلهة المرتبطة. وكانت الآلهة الأخرى المنتمية إليها هي جولا، ونينيسينا، ونينكاراك، ونينتينوجا، وباو. ومع ذلك، تشير إيرين سيبينج-بلانثولت إلى أن ما يميزها عن الأعضاء الآخرين في هذه المجموعة هو حقيقة أنها لا تظهر أبدًا في سياق الطب والشفاء بمفردها، فقط من خلال ارتباطها بجولا. من غير المؤكد كيف تطور الارتباط بين هاتين الإلهتين في الأصل، ولكن في النهاية تم استيعاب ميم بالكامل من قبل جولا، وأصبح اسمها كتابة بديلة للاسم الأخير. أقدم دليل محتمل لهذه العملية يأتي من قائمة معجمية بابلية قديمة. في عدد من النصوص الثنائية اللغة السومرية الأكادية اللاحقة، تظهر كلمة ميم بدلاً من جولا في النسخة السومرية، على الرغم من أن هذا النمط غير متسق، ويمكن أيضًا "ترجمة" الأخيرة إلى نينتينوجا أو حتى دامو.
في قائمة الآلهة An = Anum، يظهر الاسم المستعار Meme في كل من قسمي Išḫara وNinkarrak. يلاحظ سيبينج-بلانثولت أن هاتين الإلهتين شكلتا زوجًا في مصادر أخرى. ويبدو أيضًا أن قوائم معجمية أخرى تربط كلمة Meme بـ Ninmug وNisaba.
كان هناك إله يدعى ميمي، مكتوبًا d ME kà-kà ME، يعمل كخادم (خادم إلهي) لنينجال، زوجة إله القمر نانا، وفقًا لـ أن = أنوم. يزعم ريتشارد إل. ليتكي أن التعليقات من غير المرجح أن تشير إلى قراءة غير موثقة تمامًا لعلامة ME، وعلى هذا الأساس يقترح أنه في نسخة أخرى من القائمة، احتل الإله كاكا، في مكان آخر في نفس النص، المعادل لنينكاراك، منصب ميم في بلاط نينجال. في هذه الحالة، من المفترض أن تكون كاكا أنثى، واعتبرها ليتكي مختلفة عن إله الرسول الذكر الذي يحمل نفس الاسم.

## يعبد
حقيقة أن اسم الموقع Rakima أو Rakimu تم تفسيره في مصدرين منفصلين باسم URU. كي. ÁG. د ME. يُفترض أن "مدينة ميمي المحبوبة" بالإضافة إلى الإشارات إلى معبد ميمي، تشير إلى أنها كانت موضع عبادة نشطة وكان لها مركز عبادة خاص بها في فترة الأسرات المبكرة (أو ربما فترة الأكادية القديمة ). وقد تم إثباتها في عدد من الأسماء الثيوفورية من الألفية الثالثة قبل الميلاد، بما في ذلك أور-ميم وإير-ميم. كما تم ذكرها في النص المعروف باسم مرثية وفاة ناوريتوم، حيث يبحث زوج المرأة التي تحمل الاسم نفسه عن هذه الإلهة وإله لاما أثناء الحداد.
يُفترض أن ميمشاجا هي نفس الإلهة، وقد عُبدت في نيبور في فترة أور الثالثة، وتلقت القرابين خلال مهرجان جوسيسو لنينورتا، على الرغم من أن أهميتها في الحياة الدينية لهذه المدينة كانت ثانوية.
انتهت عبادة ميمي كإلهة فردية بعد العصر البابلي القديم، واندمجت عبادتها بشكل كامل مع عبادة جولا، على النقيض من عبادة باو، ونينيسينا، ونينتينوجا، ونينكاراك، والتي استمرت في اعتبارها مميزة في نطاق محدود. ظل اسمها قيد الاستخدام، على الرغم من أنه يشير ببساطة إلى جولا. تم التعرف على أحد الأمثلة على نقش يستخدمها في مثل هذا السياق على سدادة جرة بابلية جديدة تذكرها إلى جانب مردوخ ونينتينوجا ونينسينا. يُفترض أيضًا أن تمثال كلب من سيبار منقوش عليه اسم ميمي يشير إلى التماهي مع جولا، حيث كان الأخير يتلقى عادةً أشياء نذرية مماثلة.

### فهرس
- Krebernik, Manfred (1997), "Meme(-šaga)", Reallexikon der Assyriologie (بالألمانية), Retrieved 2022-08-17
- Krebernik, Manfred (1997a), "Mondgott A. I. In Mesopotamien", Reallexikon der Assyriologie (بالألمانية), Retrieved 2022-08-17
- Litke، Richard L. (1998). A reconstruction of the Assyro-Babylonian god lists, AN:dA-nu-um and AN:Anu šá Ameli (PDF). New Haven: مجموعة ييل البابلية  [لغات أخرى]‏. ISBN:978-0-9667495-0-2. OCLC:470337605. مؤرشف من الأصل (PDF) في 2025-02-12.{{استشهاد بكتاب}}:  صيانة الاستشهاد: علامات ترقيم زائدة (link)
- Sibbing-Plantholt، Irene (2022). The Image of Mesopotamian Divine Healers. Healing Goddesses and the Legitimization of Professional Asûs in the Mesopotamian Medical Marketplace. Boston: Brill. ISBN:978-90-04-51241-2. OCLC:1312171937.

## روابط خارجية
- مرثية وفاة ناوريتوم في مجموعة النصوص الإلكترونية للأدب السومري